# اکبر اصفهانی
اکبر اصفهانی (زاده ۶ فروردین ۱۳۲۸ - تهران) بازیگر و عکاس سینما اهل ایران است.

## گزیده عکاسی
- انعکاس (۱۳۸۸)
- سرب (۱۳۶۷)

## نویسنده
- جنجال (۱۳۵۴)

## بازیگر
- لانه عقاب‌ها (۱۳۷۸)
- فاتح (۱۳۷۴)
- گارد ویژه (۱۳۷۴)
- آخرین خون (۱۳۷۲)
- چشم شیطان (۱۳۷۲)
- ضربه آخر (۱۳۷۲)
- گریز (۱۳۷۱)
- مرد ناتمام (۱۳۷۱)
- ساده‌لوح (۱۳۷۰)
- عملیات کرکوک (۱۳۷۰)
- مشت (۱۳۶۳)
- تا آخرین نفس (۱۳۵۷)
- زخم خنجر رفیق (۱۳۵۷)
- جمعه (۱۳۵۶)
- صبح خاکستر (۱۳۵۶)
- فریاد زیر آب (۱۳۵۶)
- چلچراغ (۱۳۵۵)
- حرفه‌ای (۱۳۵۵)
- ستیز (۱۳۵۵)
- شادی‌های زندگی (۱۳۵۵)
- عنتر و منتر (۱۳۵۵)
- غیرت (۱۳۵۵)
- میهمان (۱۳۵۵)
- آلوده (۱۳۵۴)
- اسلحه (۱۳۵۴)
- انگشت‌نما (۱۳۵۴)
- جنجال (۱۳۵۴)
- ‏رقیب (۱۳۵۴)
- قسم (۱۳۵۴)
- کمین (۱۳۵۴)
- مرد ناآرام (۱۳۵۴)
- هم‌قسم (۱۳۵۴)
- الکی خوش (۱۳۵۳)
- دختران بلا، مردان ناقلا (۱۳۵۳)
- عروس پابرهنه (۱۳۵۳)
- گل پری جون (۱۳۵۳)
- ماشین مشتی ممدلی (۱۳۵۳)
- مهدی فرنگی (۱۳۵۳)
- نبرد عقاب‌ها (۱۳۵۳)
- کاکا سیاه (۱۳۵۲)
- کج‌کلاخان (۱۳۵۲)
- گریز از مرگ (۱۳۵۲)
- محبوب بچه‌ها (۱۳۵۲)
- مصطفی لره (۱۳۵۲)

## مجموعه تلویزیونی
- مادر

## جشنواره‌ها
- کاندیدای بهترین عکاسی (سرب) از هشتمین دوره جشنواره فیلم فجر - ۱۳۶۸
- کاندیدای بهترین عکاسی (طلسم) از هشتمین دوره جشنواره فیلم فجر - ۱۳۶۸
- کاندیدای بهترین عکاسی (عشق + ۲) از سومین دوره جشن خانه سینما - ۱۳۷۸